# نوكيا E72
نوكيا E72 هو أحد أجهزة نوكيا، شركة الهواتف والتقنية النقالة.

## الميزات والتحسينات عن E71

### ميزات جديدة
- نظام التشغيل سيمبيان 9.3، نسخة 60 v3.2.
- مخرج للصوت (جاك) 2.5 ملم بدلا من 3.5 ملم
- خرائط أوفي مجانية مع صوت للملاحة (المشي والقيادة)
- نظام لإلغاء الضوضاء
- نظام شحن الجهاز بواسطة الناقل متسلسل عام (بالإنجليزية: USB)‏
- بوصلة إلكترونية
- مقياس التسارع ومستشعر للوضع (بالإنجليزية: Accelerometer)‏
- مقياس المجال المغنطيسي (بالإنجليزية: Magnetometer)‏

## مواصفات
- لوحة مفاتيح
- Nokia Eseries مفاتيح بلمسة واحدة للعودة للصفحة الرئيسية والتقويم والأسماء والبريد الإلكتروني
- مفاتيح التحكم في الصوت وجعل المكالمات في الوضع الصامت مفتاح Navi الضوئي العملي
- الوسائط المتعددة (كاميراmpix.5، المعرض، مشغل الموسيقى ،الراديو ،Real Player، ومسجل الصوت)
- الرسائل (الرسائل، بريد إلكتروني جديد ،رسالة جديدة أقرأ الرسائل، أقرأ الرسائل، أقرأ البريد الإلكتروني الجديد, أقرأ الرسائل الجديدة)
- المنظم (الآلة الحاسبة، التقويم، الساعة، محول العملات، مزامنة البيانات، مدير الملفات، دفتر الملاحظات، كم الساعة)
- الأوضاع (عام، صامت، اجتماع، أماكن مفتوحة، استدعاء، غير متصل)
- الأدوات (إدارة الاتصال، إدارة الجهاز، تعليمات، علامات أرضية، إضفاء الطابع الشخصي، الأوضاع،، الضبط، الاتصال السريع، الأوامر الصوتية، البريد الصوتي)
- إدارة التطبيقات
- البلوتوث
- التصفح
- سجل المكالمات
- برنامج الملاحة (= بيانات GPS)
- دليل الهاتف